# Hagen Patscheider
Hagen Patscheider (Silandro, 19 gennaio 1988) è un ex sciatore alpino italiano.

## Biografia
Specialista delle prove veloci originario di Curon Venosta e attivo in gare FIS dal marzo del 2004, Patscheider è entrato nel giro della nazionale nel 2006 e ha esordito in Coppa Europa il 18 gennaio 2007 a La Plagne in slalom gigante (40º). Nel marzo 2008 ha ottenuto i primi importanti risultati della carriera: ai Mondiali juniores di Formigal si è laureato infatti campione del mondo juniores nella discesa libera e ha vinto la medaglia di bronzo nella combinata. All'inizio della stagione successiva, il 19 dicembre 2008, ha fatto il suo esordio in Coppa del Mondo partecipando al supergigante della Val Gardena, che ha chiuso al 36º posto. La stagione 2009 è stata positiva a livello di Coppa Europa: Patscheider ha conquistato infatti i suoi primi due podi (il primo il 12 febbraio a Sarentino in supercombinata, 2º) e ha chiuso al 5º posto in classifica generale, vincendo inoltre quella di combinata.
Ha ottenuto il suo miglior piazzamento in Coppa del Mondo nel supergigante di Kitzbühel del 21 gennaio 2011 (23º) e il 15 marzo successivo ha colto la sua unica vittoria in Coppa Europa, nello slalom gigante disputato sulle nevi di Formigal. Nel 2012 ha disputato la sua ultima gara in Coppa del Mondo, la discesa libera di Wengen del 14 gennaio (50º), ed è salito per l'ultima volta in carriera sul podio in Coppa Europa, classificandosi 3º nella supercombinata di Sarentino del 9 febbraio. Si è ritirato al termine della stagione 2013-2014; la sua ultima gara è stata la discesa libera dei Campionati italiani 2014, il 1º aprile a Santa Caterina Valfurva, chiusa da Patscheider al 24º posto. In carriera non ha preso parte né a rassegne olimpiche né iridate.

## Palmarès

### Mondiali juniores
- 2 medaglie:
  - 1 oro (discesa libera a Formigal 2008)
  - 1 bronzo (combinata a Formigal 2008)

### Coppa del Mondo
- Miglior piazzamento in classifica generale: 126º nel 2011

### Coppa Europa
- Miglior piazzamento in classifica generale: 5º nel 2009
- Vincitore della classifica di combinata nel 2009
- 5 podi:
  - 1 vittoria
  - 3 secondi posti
  - 1 terzo posto

#### Coppa Europa - vittorie
| Data          | Località | Paese  | Specialità |
| ------------- | -------- | ------ | ---------- |
| 15 marzo 2011 | Formigal | Spagna | GS         |

Legenda:

GS = slalom gigante

### Campionati italiani
- 5 medaglie[2]:
  - 1 oro (discesa libera nel 2012)
  - 3 argenti (supergigante nel 2009; discesa libera nel 2010; discesa libera nel 2011)
  - 1 bronzo (supergigante nel 2011)

### Campionati italiani juniores
- 4 ori (slalom gigante, slalom speciale nel 2005; slalom gigante nel 2006; supergigante nel 2008)[senza fonte]